# Louis Lemasson
Louis Lemasson (* 22. Februar 1929 in La Vergne, Département Charente-Maritime; † Dezember 2001) war ein französischer Fußballspieler und -trainer.

## Karriere
Der 176 Zentimeter große Abwehrspieler Lemasson war in Limoges als Sportlehrer tätig, bevor er 1955 vom Erstligisten UA Sedan-Torcy unter Vertrag genommen wurde und damit im Alter von 26 Jahren den Sprung in den Profifußball geschafft hatte. Zu einer Zeit, in der Ein- und Auswechslungen noch nicht möglich waren, bestritt er in seinem ersten Jahr lediglich ein Spiel in der höchsten französischen Spielklasse, wobei er zugleich seinen ersten Treffer erzielte. Der Defensivspieler, der neben dem Fußball als Arbeiter tätig war, wurde am 5. Oktober 1956 bei einer Partie gegen Racing Straßburg erneut aufgeboten und schaffte anschließend den Aufstieg zum Stammspieler. Fortan war er fest gesetzt in einer Mannschaft, die in der ersten Liga in der Regel Mittelfeldpositionen einnahm. Aufgrund einer Verletzung fiel er zum Saisonende 1957/58 für einige Zeit aus, konnte sich davon jedoch wieder erholen.
Seinen größten Erfolg erreichte Lemasson, als er mit Sedan-Torcy ins nationale Pokalfinale 1961 einzog. Er stand auf dem Platz, als seine Mannschaft dank eines 3:1-Erfolgs gegen Olympique Nîmes den Titel gewinnen konnte. Zugleich brachte dies eine Teilnahme am Europapokal der Pokalsieger mit sich; Lemasson debütierte auf europäischem Rasen, musste aber bereits nach der ersten Runde das Ausscheiden hinnehmen. Am 21. Januar 1962 brach er sich bei einem 2:0-Sieg in einer Ligapartie gegen den FC Sochaux das Wadenbein und fiel längere Zeit aus. Dennoch schaffte er trotz seines Alters von damals fast 33 Jahren die Rückkehr in die erste Elf. Dieser blieb er erhalten, bis er 1964 mit 35 Jahren nach 224 Erstligapartien mit zwei Toren seine Profilaufbahn beendete.
Anschließend wurde der Ex-Profi Spielertrainer bei einem Amateurverein aus Fougères. Danach war er für mehrere weitere Klubs aus unteren Spielklassen tätig, bevor er in die Region um Sedan zurückkehrte. Mehrere Angebote seines früheren Vereins aus dem Ort, eine Jugendmannschaft als Trainer zu übernehmen, lehnte er aus privaten Gründen ab.